# Відкриття Нептуна

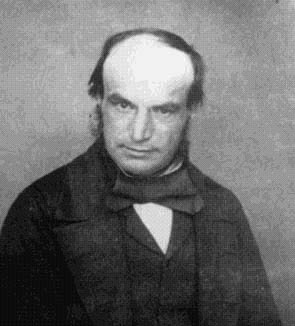
Джон Кауч Адамс

Після того як у 1781 р. Вільям Гершель відкрив Уран і розрахував параметри його орбіти, виявилися загадкові аномалії в русі цієї планети: вона то «відставала» від розрахункового, то випереджала його. Орбіта Урана не відповідала закону Ньютона. Це навело на думку про існування ще однієї планети за Ураном, що могла б своїм гравітаційним тяжінням викривлювати траєкторію руху 7-ї планети.

## Невідповідність орбіти Урана розрахункам
26 червня 1841 року 22-річний студент-математик кембриджського коледжу Святого Іоанна Джон Кауч Адамс зайшов до книжкової крамниці Джонсона, де помітив опубліковану 1832 року доповідь директора Кембриджської обсерваторії Джорджа Біделла Ері щодо прогресу астрономії у XIX сторіччі, подану щойно створеній Британській асоціації з підтримки науки. Ері стверджував, що наука про небесні тіла рухається вперед із величезною швидкістю і фактично не має невирішених проблем за винятком єдиної — дивної поведінки Урана. Будь-які спроби визначити характеристики його орбіти і на основі цього передбачити розташування серед світил незмінно завершувалися невдало. Через кілька років після чергового уточнення планета відхилялася від обчисленої траєкторії, і ці збурення накопичувалися з часом. Вони були досить невеликі — близько однієї кутової хвилини. Однак астрономи вже тоді вміли обчислювати рух інших планет із точністю до декількох кутових секунд і ніколи не помилялися. З Ураном вочевидь щось було негаразд.
Ця проблема особливо загострилася завдяки роботам французького астронома Алексіса Бувара. 1821 року він опублікував найґрунтовніші (для того часу) таблиці майбутніх положень Урана на небесній сфері. Уже через 4—5 років австрійські спостерігачі виявили невеликі розбіжності між реальним рухом планети і координатами Бувара. До 1830 року ці відхилення досягли 30 кутових секунд, і знехтувати ними було неможливо. Тому Ері мав усі підстави вказати на цю аномалію у своїй доповіді.
Астрономи першої половини XIX століття намагалися пояснити відхилення положення Урана від розрахованого його зіткненням із великою кометою, опором міжпланетного середовища, неточністю ньютонівського закону тяжіння і навіть арифметичними помилками упорядника таблиць. Проте всі ці гіпотези були не надто переконливими. Тому в 1832—1841 роках принаймні шестеро астрономів (серед них і сам Бувар) незалежно один від одного дійшли висновку, що аномалії в русі Урана, ймовірно, обумовлені тяжінням ще однієї далекої планети. Племінник Алексіса Бувара Ежен, теж астроном, навіть написав про це Ері, але розуміння не зустрів. Більше того, директор Кенігсберзької обсерваторії Фрідріх-Вільгельм Бессель з учнем Фрідріхом Флеммінгом навіть взялися до обчислень, які могли стати основою для її відкриття. Але Флеммінг раптово помер, а Бессель захворів на рак і облишив цю справу. Якби сталося інакше, ймовірно, Нептун відкрили б на початку 1840-х.
Випадкова зустріч із книгою Ері стала для Адамса доленосною. Судячи з усього, він відразу припустив, що на рух Урана впливає невідома планета, розташована далі від Сонця. У будь-якому разі, він вирішив після отримання диплома взятися за аномалії Урана та з'ясувати їх причину.

## Розрахунки Адамса
На літо 1843 року Адамс виїхав до Корнуоллу, на батьківську ферму, і там взявся за обчислення. Восени він повернувся до університету і почав викладати математику. У вільний час він уперто продовжував досліджувати рух Урана, лише іноді відволікаючись на визначення кометних траєкторій.
Адамс почав свої обчислення з двох спрощуючих припущень. Він припустив, що гіпотетична планета обертається навколо Сонця правильним колом, радіус якого задано правилом Тіциуса — Боде і тому рівно вдвічі перевищує радіус орбіти Урана.
Розрахунки показали, що тяжіння такої планети, принаймні якісно, пояснює аномальну поведінку Урана. Необхідно було визначити масу цього небесного тіла і з'ясувати, де слід шукати його на небесній сфері. Ці завдання Адамс зміг вирішити наприкінці літа 1845 року. Він дійшов висновку, що нова планета втричі важча за Уран і тому на земному небосхилі виглядає лише вдвічі меншою за нього. Звідси випливало, що її можна бачити в будь-який добрий телескоп. Він обчислив також, що вночі 1 жовтня вона опиниться в сузір'ї Водолія поблизу межі із сузір'ям Козерога.
А далі почалися дивні речі. Адамс добре знав Джеймса Челліса, наступника Ері на посаді директора Кембриджської обсерваторії (самого Ері 1835 року було призначено королівським астрономом і він автоматично очолив національну обсерваторію в Гринвічі). Челліс ще в лютому 1844 року письмово запитав у Ері всі доступні відомості про розташуваня Урана за кілька десятиліть, підкресливши, що робить це на прохання свого юного друга Адамса, який працює над теорією руху цієї планети (і Ері негайно надіслав необхідні відомості).
Здавалося б, Адамсу потрібно було відразу переконати Челліса взятися за пошуки нової планети. Проте він лише ознайомив колегу зі своїми висновками, але від прохання скористатися ними утримався. За його зізнанням, він не мав ані найменшої надії, що астрономи-практики одразу сприймуть його викладки серйозно. Такий скептицизм був цілком виправданий — принаймні, стосовно Челліса. Той справді не захотів (у чому пізніше і зізнався) шукати на небосхилі восьму планету, проте дав Адамсу рекомендаційний лист до Ері, датований 22 вересня. Через кілька днів Адамс сам відвіз його до Гринвіча.
Тут його спіткало розчарування — королівський астроном перебував у Парижі на сесії Академії наук. Адамс залишив Ері лист і поїхав до батьківської садиби в Корнуоллі. Ері після повернення написав Челлісу, що вельми зацікавлений дослідженнями Адамса і хоче з ним зустрітися або ж прочитати письмовий звіт про його роботу.
Дізнавшись про це, Адамс на зворотному шляху знову заїхав до Гринвіча. 21 жовтня він прийшов до обсерваторії, але знову не застав директора на місці. Залишивши для Ері візитну картку і коротке резюме своїх результатів, написане всього на одному аркуші паперу, він пообіцяв зайти трохи пізніше. Повернувшись через годину, Адамс виявив, що Ері, якому чомусь не сказали, що гість з'явиться знову, вже пішов на обід. У результаті Адамс розмовляв із його дворецьким, який дав зрозуміти, що королівського астронома не дозволено відволікати від трапези. Наполягати Адамс не став і одразу вирушив назад до Кембриджа.
Невдалий візит міг би й не мати фатальних наслідків. Хоча Ері був зайнятий розбиранням скандалу, викликаного арештом одного з його співробітників, він відповів Адамсу вже 5 листопада. Ері не приховував, що не дуже вірить у можливість обчислити траєкторію планети. Проте він не відкинув заявку Адамса зовсім, а просто попрохав роз'яснень. Його особливо цікавило, чи може Адамс пояснити не тільки розбіжності таблиць Бувара з реальним рухом Урана на небосхилі, а й помилку у визначенні його радіус-вектора. Ері дав зрозуміти, що його ставлення до роботи Адамса залежатиме від з'ясування цього моменту.
Адамсу варто було негайно відповісти на цей лист, але він цього не зробив. Можливо, він вважав запитання Ері тривіальним: якщо вже таблиці Бувара невірні в цілому, то і радіус-вектор дають із помилкою. Можливо, річ була в тому, що він тоді коригував свої обчислення і хотів дочекатися остаточних результатів. Так чи інакше, відповіді Ері не отримав. Швидше за все, він вважав, що юний кембриджський математик віднайшов серйозні помилки у своїх розрахунках і соромиться в цьому зізнатися. Ері прибрав жовтневу записку Адамса до свого особистого архіву. Він не тільки не намагався сам шукати нову планету в указаній Адамсом області неба (оскільки вже багато років як практично припинив телескопічні спостереження), а й не доручив цього нікому з працівників обсерваторії.

## Розрахунки Левер'є

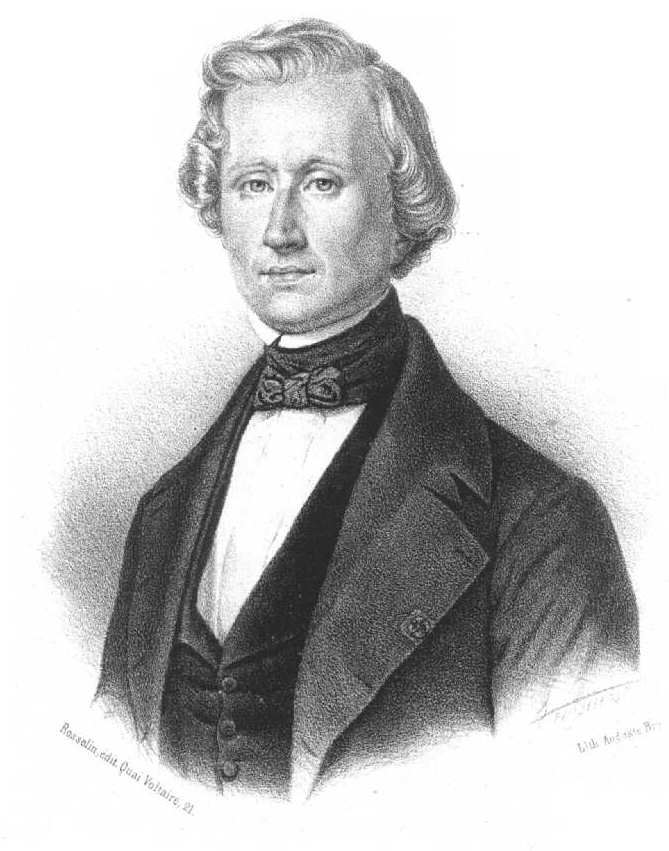
Урбен Левер'є

Тим часом аномаліями руху Урана зацікавилися французькі астрономи. Наприкінці літа 1845 року Ежен Бувар ознайомив Академію наук із новою версією таблиць свого померлого двома роками раніше дядька, над якою той працював протягом десяти років. Природно, ці таблиці теж розходилися з даними спостережень. Тому директор Паризької обсерваторії, знаменитий астроном Франсуа Араго, вирішив, що з обридлою проблемою Урана час покінчити. На його думку, для цієї мети як ніхто інший підходив 34-річний викладач Політехнічної школи Урбен Жан Жозеф Левер'є, відомий як блискучими роботами з небесної механіки, так і кепським характером.
Левер'є відповів на виклик і вже 10 листопада надав Академії першу роботу. Ні про які трансуранові планети там ще не йшлося, натомість було доведено, що збурення орбіти Урана не можна пояснити одним лише гравітаційним впливом Сатурна і Юпітера. Варто нагадати, що Адамс до того часу вже обчислив орбіту нової планети і повідомив про те Ері, Челліса і кількох кембриджських колег. На континенті, однак, про його праці ніхто не чув.
1 червня 1846 року Левер'є опублікував ще одну статтю про Уран, де остаточно відкинув усі інтерпретації його аномалій, які не припускали наявності трансуранової планети. Він також обчислив її наближену траєкторію — інакше, ніж Адамс, але не менш переконливо. З його розрахунків випливало, що 1 січня 1847 року цю планету слід шукати на межі сузір'їв Водолія і Козерога (Адамс дійшов аналогічного висновку на рік раніше!). Левер'є визнав, що його координати потребують коригування, однак висловив упевненість, що не міг помилитися більш, ніж на 10 градусів довготи.
Стаття Левер'є справила належне враження на астрономів всієї Європи. Її прочитав і Ері і відразу збагнув, що висновки Левер'є й Адамса практично збігаються. 26 червня Ері написав Левер'є і попросив його, як свого часу і Адамса, з'ясувати проблему з радіусом-вектором Урана. Утім, він жодним словом не згадав про роботу Адамса, хоча мав би це зробити за правилами наукової та людської етики. Цікаво, що тоді ж, на щорічній конференції наукових кураторів Гринвіцької обсерваторії, що відбувалася за головування президента Королівського товариства, він дав схвальний відгук на роботи обох учених. Ері особливо відзначив майже повну ідентичність висновків Адамса і Левер'є і висловив упевненість, що трансуранову планету буде відкрито найближчим часом.
Лист-відповідь Левер'є надійшов до Гринвіча 1 липня. У ньому повідомлялося, що Левер'є сподівається незабаром уточнити позицію нової планети і не сумнівається, що таким чином автоматично в робочому порядку буде вирішено і проблему радіус-вектора Урана. Є всі підстави вважати, що такої ж думки від самого початку дотримувався і Адамс.
Отже, наприкінці червня 1846 року Джордж Біделл Ері нарешті повірив у правильність висновків Адамса. Здавалося б, як директор Гринвіча він повинен був потурбуватися про збереження британського пріоритету на велике астрономічне відкриття та негайно розпорядитися розпочати пошуки нової планети. Але такого наказу Ері не віддав. Історики астрономії наводять для цього кілька можливих причин. Можливо, Ері не хотів відволікати персонал від марудних обов'язків із моніторингу зір і планет, або ж вважав, що навіть найбільший гринвіцький телескоп-рефрактор із 17-сантиметровою апертурою надто слабкий для такого пошуку (Адамс міг би змінити його переконання, але Ері з ним так і не зустрівся).
Ері вирішив, що для полювання за новою планетою найкраще підходить 30-сантиметровий рефрактор Кембриджської обсерваторії, побудований на кошти герцога Нортумберленд і тому названий на його честь. Цю обсерваторію, як і раніше, очолював Джеймс Челліс, і 9 липня Ері спеціальним листом попросив його стати до пошуків. Не отримавши відповіді від Челліса (той був у відпустці), він через чотири дні написав йому вдруге. Тон листа не залишає сумнівів, що Ері намагався спонукати кембриджського колегу не відкладати полювання на нову планету.
Челліс відповів Ері 18 липня і обіцяв негайно виконати його прохання. Більш того, він повідомив про свій намір Адамсу, який одразу ж обчислив таблицю положень трансуранової планети з 20 липня по 8 жовтня. На жаль, Челліс не вважав за потрібне поділитися цими відомостями ні з ким із британських астрономів-аматорів, хоча дехто з них мав першокласні телескопи, інакше планету напевно б виявили до почтаку осені. Можливо, Челліс просто хотів зберегти честь відкриття за собою і своєю обсерваторією.

## Відкриття Нептуна
29 і 30 липня і 4 серпня Челліс сумлінно обнишпорив вказану Адамсом ділянку небосхилу. Оскільки умови для спостережень погіршилися, наступний сеанс відбувся лише 12 серпня. Челліс і пізніше неодноразово повторював свої спроби — але безрезультатно. 2 вересня він інформував Ері, що для пошуків Планети (так він її називав у листі — з великої літери) потрібно більше часу, ніж він може приділити до кінця року.
Найцікавіша (і найсумніша для престижу британської астрономії) обставина полягає в тому, що Планета йшла Челлісу просто до рук. 12 серпня він визначив координати зір у центрі поля зору свого телескопа і зіставив їх з даними від 30 липня. Він повторив цю операцію для 39 пар зір, але так і не виявив розбіжностей. Якби він узяв їх трохи більше, то побачив би, що світила, якому 12 серпня було надано 49-й номер, два тижні тому взагалі не було на призначеному місці.
Нову планету цього ж літа шукали і спостерігачі Паризької обсерваторії. Однак Араго 4 серпня наказав не витрачати час даремно — швидше за все тому, що чекав від Левер'є точніших вказівок. Націлювався на Планету і Сірс Кук Вокер із вашингтонської обсерваторії американського флоту. Однак суперінтендант обсерваторії відмовляв Вокеру в телескопічному часі аж до самого жовтня.

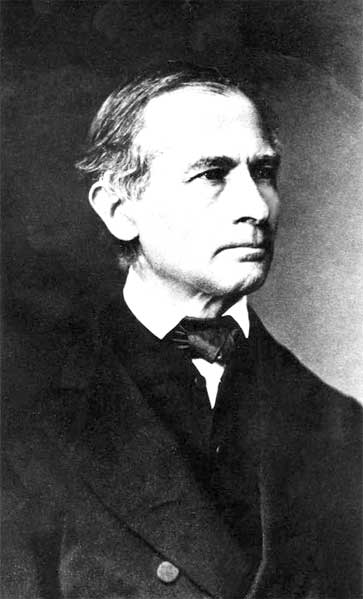
Йоганн Готфрид Ґалле

31 серпня 1846 року Левер'є подав на розгляд Академії свою третю роботу. У ній була обчислена нова позиція планети на 1 січня, зсунута щодо попередньої на півтора градуси по довготі. Левер'є оцінив її масу в 2,5 маси Урана, а видимий розмір диска — в 3,3 кутової секунди. Більш того: він вирішив, що настав час перейти від обчислень до спостережень. Він звернувся до кількох астрономів, зокрема до редактора німецького журналу Astronomische Nachrichten Генріха Шумахера. Той порадив паризькому колезі самому зв'язатися з обсерваторіями, що мають добрі телескопи. Тут-то Левер'є згадав, що рік тому асистент Берлінської обсерваторії Йоганн Готфрід Ґалле надіслав йому копію своєї дисертації. Знаючи, що в обсерваторії є чудовий 9-дюймовий рефрактор (22,5 см), Левер'є вирішив скористатися заочним знайомством.
Ґалле отримав його лист 23 вересня і відразу ж перемовися з директором обсерваторії Йоганном Францем Енке, який санкціонував роботу з телескопом. Під час розмови був присутній студент-практикант Генріх д'Аррест, який попросився до Ґалле помічником. Помітити серед зір видимий планетний диск розміром близько 3", як передбачав Левер'є, не вдавалося, ймовірно, через використання окуляра з недостатнім збільшенням (для огляду широкої ділянки неба). Виявити планету можна було за видимим переміщенням її відносно зір, але це потребувало б тривалих повторних спостережень. Тоді д'Арест запропонував порівнювати положення небесних світил, що спостерігаються, з картою зоряного атласу, складеною Карлом Бремікером, яка нещодавно була видана Берлінською Академією наук.
Незабаром Ґалле виявив світлу точку, яку д'Арест на карті не знайшов, її позиція відрізнялася від передбаченої Левер'є приблизно на один градус. Ґалле і д'Аррест негайно сповістили Енке, який як раз відзначав своє 55-річчя. Наступної ночі спільно з Енке вони провели повторні спостереження і переконалися, що світило пересунулося в точній відповідності з прогнозом Левер'є. Цього разу вдалося навіть виміряти діаметр диска, який склав 2,6 кутової секунди.
Так відбулося відкриття, з яким і Ґалле, і Енке одразу ж привітали Левер'є. Написав йому і Шумахер, який назвав відкриття восьмої планети найбільшим із відомих йому тріумфів наукової теорії.
Далі були суперечки про її найменування (перемогу здобула запропонована Левер'є назва «Нептун») і про пріоритет відкриття, які велися як між астрономами, так і в пресі. Що ж до самих Адамса і Левер'є, то вони вперше зустрілися в червні 1847 року в Оксфорді і цілком дружньо обмінялися рукостисканнями.
Щодо вердикту нащадків, то його винесено давно, хоч іноді й заперечується. Джон Кауч Адамс і Урбен Жан Жозеф Левер'є передбачили існування восьмої планети цілком незалежно і різними методами. Адамс зробив це раніше, зате Левер'є обчислив її рух точніше (точка, на якій Ґалле і д'Аррест вперше помітили Нептун, відхилялася від передбаченої Адамсом позиції на 12 градусів). Тому перед нами класичний приклад наукового відкриття з різними рівноправними авторами.